# 被災市街地復興特別措置法
被災市街地復興特別措置法（ひさいしがいちふっこうとくべつそちほう、平成7年2月26日法律第14号）は、大規模な災害を受けた市街地についてその緊急かつ健全な復興を図るため、特別の措置を講ずることにより、迅速に良好な市街地の形成と都市機能の更新を図ることに関する日本の特別措置法である。
1995年の阪神・淡路大震災を契機に制定された。

## 制定の経緯
阪神・淡路大震災の被災地においては、地震の発生後、土地区画整理事業等のための緊急措置として、建築基準法に基づき、4市1町14地区（約337ha）に対し、発災から２ヶ月後までの建築制限を実施した。
しかし、広範囲にわたって甚大な被害を受けた市街地を一刻も早く復興するとともに、無秩序な建築等により安全上・環境上劣悪な市街地が再生されることを防止するためには、現行の都市計画制度の枠組みの中での対応では限界があった。このため、大規模な災害が発生した市街地の復興に関する基本的な制度として被災市街地復興特別措置法の法案が緊急に取りまとめられ、上記の建築制限が3月17日に期限切れになることを踏まえ、早急に審議がなされ、1995年2月26日に施行、公布された。
この法律に基づき、都市計画において「被災市街地復興推進地域」の指定が可能となった。被災市街地復興推進地域では、災害発生から2年以内で建築行為等の制限がかかり、その期間内に、土地区画整理事業等の市街地開発事業や地区計画などの都市計画を定めることが市町村に課せられることになる。

## 構成
- 第1章 総則（第1条 - 第4条）
- 第2章 被災市街地復興推進地域（第5条 - 第9条）
- 第3章 市街地開発事業等に関する特例（第10条 - 第20条）
第10条から第18条において、被災市街地復興土地区画整理事業（被災市街地復興推進地域内の土地区画整理事業について都市計画に定められた施行区域の土地についての土地区画整理事業）について定める。
- 第4章 住宅の供給等に関する特例（第21条 - 第23条）
- 第5章 雑則（第24条 - 第26条）
- 第6章 罰則（第27条・第28条）